# 张履谦 (光绪进士)

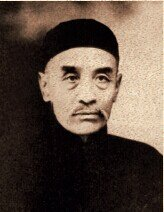
张履谦

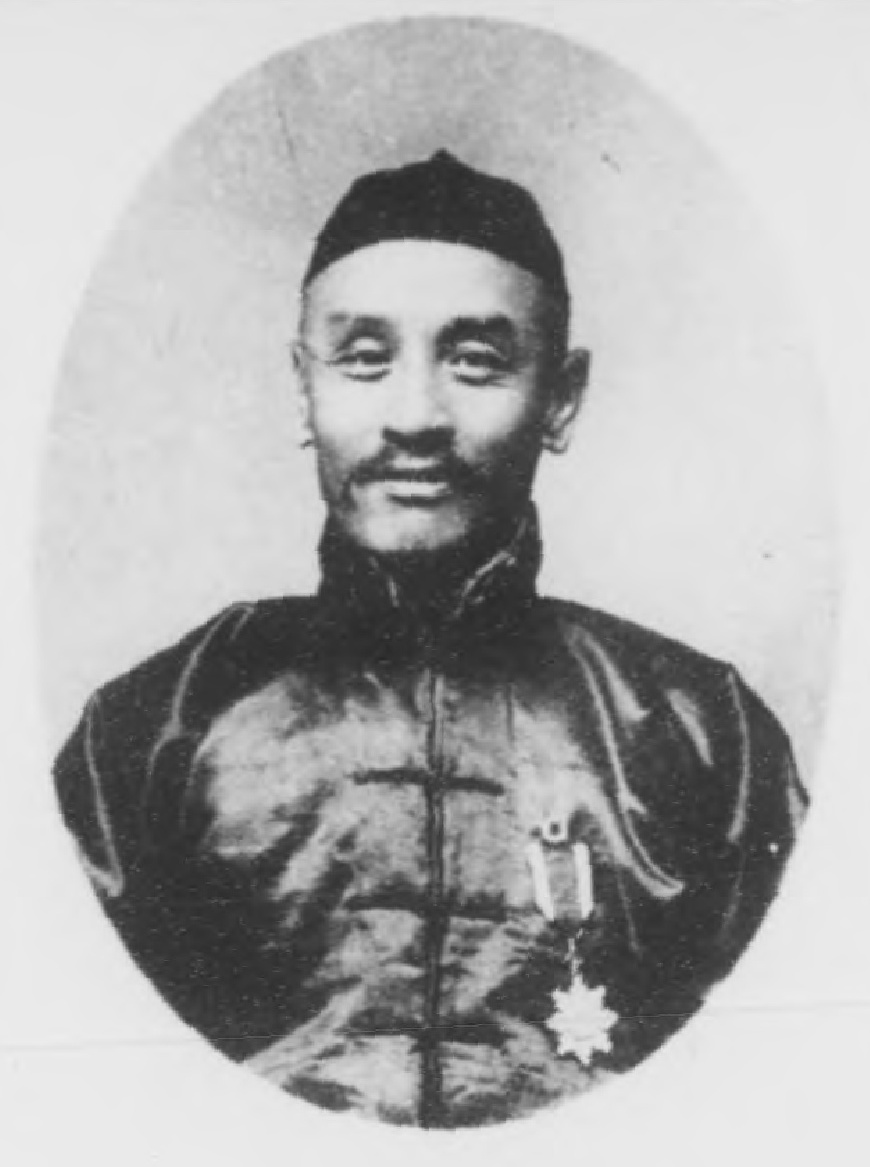

張履謙（19世纪？—1946年），字陆吉，号益吾，直隸省承德府敖汉旗（今屬赤峰市）人，中國近現代政治人物，清朝末科進士。

## 生平
光緒二十九年（1903年）中举人，光绪三十年（1904年），會試第189名；殿試登三甲第49名進士，以主事分部學習。民国时，曾任陝西高等法院刑庭审判长，同情帮助共产党人。民国三十五年（1946年）病逝。